# Ildikó Jarcsek-Zamfirescu
Ildikó Jarcsek-Zamfirescu (n. 3 octombrie 1944, Timișoara, România – d. 9 ianuarie 2019, Timișoara, România) a fost actriță română de film, radio, televiziune, scenă și voce, vorbitoare de limbă germană, regizoare și directoarea Teatrului German de stat din Timișoara.

## Biografie

### Studii, generalități
Ildikó Jarcsek-Zamfirescu a studiat filologia la Universitatea de Vest din Timișoara și a urmat apoi secția de actorie în limba germană din cadrul Universității Naționale de Artă Teatrală și Cinematografică „Ion Luca Caragiale” din București.
În 1970 a debutat ca actriță la Teatrul din Botoșani în piesa Domnul Puntila și sluga sa Matti de Bertold Brecht.
În perioada 1973-2003, și din nou, din 2004 a fost actriță a Teatrului German de Stat din Timișoara (de  DSTT-Deutsches Staatstheater Temeswar), unde a jucat nenumărate roluri.
între anii 1983-2001 preia direcțiunea teatrului german.

### Roluri în teatru
- Amelia, în Casa Bernardei Alba de Federico García Lorca (1974)
- Minna, în Minna din Barnhelm de Gotthold Ephraim Lessing (1975)
- Eva, în Maestrul Jakob și copiii săi dramatizare de Hans Kehrer, după Adam Müller-Guttenbrunn (1977)
- Maria, în A douăsprezecea noapte de William Shakespeare (1978)
- Chirița, în Chirița în provinție de Vasile Alecsandri (1984)
- Anna Fierling, în Mutter Courage (Anna Fierling și copiii ei) de Bertolt Brecht (1988).
- Martha Rull, în Ulciorul sfărâmat de Heinrich von Kleist (1992)
- Katharina, în Armele și omul de George Bernard Shaw (1997)
- Bătrâna, în Siberia de Felix Mitterer (2003)
- Semiramida, în Scaunele de Eugène Ionesco (2005).

Ildikó Jarcsek-Zamfirescu a excelat în piesele de teatru ale dramaturgilor din Banat. A rămas memorabil jocul alături de sora ei, Ida Jarcsek-Gaza din piesa în dialect regional Două surori a lui Hans Kehrer, cu care de altfel au și fost în turneu în Germania, în anul 1991.

### Regizoare
Conducerea instituției germane a coincis cu pierderea audienței și a actorilor, declanșată deja în anii 1970 prin exodul șvabilor din Banat. În 1981, ansamblul actorilor se micșorase, iar interesul publicului german, aflat în așteptarea emigrării a scăzut, astfel încât conducerea teatrului s-a profilat pe seri muzicale și pe spectacolele muzicale de divertisment, montate de actorul Josef Jochum.
Ca regizor, Ildikó Jarcsek-Zamfirescu a pus în scenă
- Povestea de basm Casa pisicii (de Katzenhaus) de Samuil Marschak (1988),
- Comedia Conul Leonida față cu reacțiunea de Ion Luca Caragiale (1986),
- Serile muzicale Melodie sub brad (de  Musik uterm Tannenbaum) (1986),
- Ritmuri de primăvară (1987).

### Roluri în filme
- A unsprezecea poruncă (1991)
- Prea târziu (1996)
- Dincolo, de Hanno Höfer, 2000

## Traducătoare
Ildikó Jarcsek-Zamfirescu a activat și ca traducător din limba română în germană pentru piesele: Jocul vieții și al morții în deșertul de cenușă de Horia Lovinescu (1979), Omul din baie de Mircea Radu Iacoban (1979), Economista de Alexandru Sever (1980), Copii și părinți de Ion Băieșu (1985).

## După decembrie 1989
După evenimentele din decembrie 1989, artista a participat ca regizoare la mai multe producții din Baden-Baden, pentru piesele Două surori (1992), O scrisoare pierdută de Ion Luca Caragiale (1994) și Azilul de noapte de Gorki (1996).
Odată cu înființarea Facultății de Muzică a Universității de Vest din Timișoara în 1992, Ildikó Jarcsek-Zamfirescu preia între anii 1992-2001, catedra de Actorie și Vorbire scenică la secția germană de teatru din cadrul facultății.
Ildikó Jarcsek-Zamfirescu este membru al Uniunii Teatrale din România (UNITER) și membru al Asociației Thalia Germanica ce se ocupă de studierea istoriei teatrului de limbă germană de peste hotare.

## Premii, recunoaștere
Medalia și Diploma de Onoare „Stefan Jäger” a Forumului Democrat al Germanilor din Banat pentru merite deosebite în promovarea culturii germane din România (2000)
Premiul „Pro Cultura Timisiensis” al Consiliului Județean Timiș (2004).
„Diplomă de Excelență” a Municipiului Timișoara.

## Legături externe
- DSTT Arhivat în 20 octombrie 2019, la Wayback Machine. - Site-ul oficial al Teatrului German din Timișoara (de  Deutsches Staatstheater Temeswar)